# Orczy Béla
Báró orczi Orczy Béla (Pest, 1822. január 16. – Bécs, 1917. február 7.) magyar országbíró, politikus, miniszter, bölcseleti és jogi doktor, császári és királyi valóságos belső titkos tanácsos és kamarás.

## Élete
Báró Orczy György (1788. augusztus 27. – 1871. június 13.) és gróf Berényi Erzsébet (1792. november 17. –  	1883. január 18.) fiaként született. Dédapja Orczy Lőrinc neves költő volt. A pesti egyetemen 1836-ban bölcsészettudományi, 1842-ben jogi doktorátust szerzett, később ügyvédi vizsgát tett. Hivatalbeli pályáját Pest vármegyénél kezdte, 1846-ban helytartótanácsi titkár lett, majd József nádor személyes kamarása.  1848-ban nemzetőrként, majd honvéd századosként részt vett a délvidéki harcokban. A szabadságharc leverése után kénytelen volt visszavonulni a politikai élettől. 1865–1868 között az abonyi kerület országgyűlési képviselője lett. Deák Ferenc híve volt az osztrák–magyar kiegyezésért folytatott harcban. 1868-tól osztályfőnök az osztrák–magyar közös külügyminisztériumban. 1871-ben valóságos belső titkos tanácsos, 1873-ban a Magyar Királyi Szent István-rend középkeresztese, 1881-ben a vaskoronarend I. osztályú vitéze is lett.  1879. szeptember 25-étől 1890. december 24-éig a király személye körüli miniszter volt a Tisza Kálmán-, majd a Szapáry-kormányban. Közben, 1882-ben másfél hónapig és 1884. január 2-ától október 28-áig honvédelmi miniszter is, valamint 1886-ban három hónapig közmunka- és közlekedési miniszter, és végül 1887. február 11-étől 1889. március 22-éig belügyminiszter is volt, majd 1895-től haláláig országbíró. A zenével, festészettel is szívesen foglalkozott, és 1865-ben még Emlékeim című zeneműve is megjelent.
Orczy egész életében agglegény maradt. Magas kort élt meg, 1917-ben hunyt el, nem sokkal 95. születésnapja után.

## Művei
1. Dissertatio inauguralis juridica super quaestione: utrum argumenta, quibus mortis poena impugnari solet, ejus abolitionem persuadere valeant? Quam… publicae eruditorum disquisitioni submittit… Pestini, 1842. Online
2. Hazai Vadászatok és sport Magyarországon. Pestini, 1857. 25 színezett képpel. (Többekkel együtt. Franciául. Pestini, 1858)
3. Hazai és külföldi vadászrajzok. Pest, 1863 (393-443. lap: Szarvas, zerge, sas)

Ezen kívül folyóirat-cikkeket írt a Bérczy Károly által szerkesztett Vadász- és Versenylapba (1857. Lesjárat szarvasra, A fóti rókakopók, 1858. Zergevadászat, Az ujszászi kopók az 1857-1858. idényben, 1860. Vadászrajz a Fehér-Kárpátokból, 1859. Vadász-műszótár, Gím vagy rőt vad: szarvas, dám, őz, zerge, Pálffy gr. és Zay Albert gróffal, 1861. Vidra van a kertben, 1862. A barna keselyű, 1863. Lótenyésztésünk és az angol telivérfaj, Az utolsó est); a Hazai Vadászatokban (1857. Lesjárat szarvasra, egy nagy és két kisebb képpel).

## További információ
- B. Orczy Béla. Az ország tükre 1865. 367-368. old. Online

| Elődje: ifj. Ráday Gedeon | Honvédelmi miniszter 1884. január 2. – október 28. | Utódja: Báró Fejérváry Géza |